# كونراد هيلتون
كونراد نيكلسون هيلتون (بالإنجليزية: Conrad Hilton) (مواليد 25 ديسمبر 1887 - 3 يناير 1979)، كان مؤسس وصاحب سلسة الفنادق الأمريكية المعروفة باسم هيلتون.

## السيرة الذاتية
ولد كونراد هيلتون في سان انطونيو، نيو مكسيكو. هاجر والده، أوغسطس هالفورسن هيلتون، من النرويج، في حين أن والدته ماري جينيفيف أمريكية من أصول ألمانية وكانت كاثوليكية متدينّة. حضر هيلتون في المعهد العسكري نيو مكسيكو، وكلية سانت مايكل وهي الآن جامعة سانتا في للفنون والتصميم، وجامعة نيو مكسيكو التقنية.
وكان التأثير الأكثر ديمومة في تشكيل فلسفة هيلتون الخيرية الدية والكنيسة الرومانية الكاثوليكية الرومانية وشقيقاته. إذ أن والدته وجهته إلى الصلاة والكنيسة كلما كان منزعج أو مستاء خصوصًا مع الخسائر المالية الحادة خلال فترة الكساد الكبير. والدته ذكرته بإستمرار أن الصلاة كانت أفضل استثمار.

## الحياة الخاصة
في عام 1925 تزوج هيلتون من ماري اديلايد بارون. وأنجب الثنائي ثلاثة أطفال: كونراد نيكلسون «نيكي» هيلتون الابن، وليام بارون هيلتون، واريك مايكل هيلتون، وذلك قبل الطلاق في عام 1934. من ثم تزوج هيلتون الممثلة من جاجا غابور. وأنجب الثنائي طفل واحد: كونستانس فرانشيسكا هيلتون، وذلك قبل الطلاق في عام 1946.

## وصلات خارجية
- كونراد هيلتون على موقع الموسوعة البريطانية (الإنجليزية)
- كونراد هيلتون على موقع مونزينجر (الألمانية)
- كونراد هيلتون على موقع إن إن دي بي (الإنجليزية)